# درس‌هایی از قرآن
درس‌هایی از قرآن نام برنامه‌ای در صدا و سیمای ایران است که در آن سخنرانی‌های محسن قرائتی پخش می‌شود. وی در این برنامه به بیان نکات اخلاقی فردی و اجتماعی که از قرآن و روایات برداشت شده، می‌پردازد.
قرائتی دو ماه پس از انقلاب ایران (۱۳۵۷)، به پیشنهاد مرتضی مطهری و پذیرش سید روح‌الله خمینی برای اجرای برنامه درس‌هایی از قرآن، به صدا و سیما رفت. این برنامه از سال ۱۳۵۸ تاکنون ادامه دارد. برنامهٔ او از شبکه یک سیمای ایران پخش می‌شود. همچنین این برنامه طولانی‌ترین برنامه تلویزیونی ایران است.
هرساله مسابقاتی تحت عنوان «درس‌هایی از قرآن» بر اساس مطالب این برنامه در سطح مدارس کشور برگزار می‌شود.